# Дюпре, Луи (художник)
Луи́ Дюпре́ (фр. Louis Dupré; 1789, Версаль — 1837, Париж) — французский художник и филэллин.

## Биография
Родился в департаменте Сена и Уаза в 1789 году. О его семье и детском возрасте неизвестно ничего, кроме того что у него были брат и сестра и что его родители в 1819 году ещё жили.
Его учёба в художественном училище, которое создал Жак-Луи Давид (официальный художник Наполеона) определила его личность и содержание его искусства. Его знакомство с кардиналом и епископом Лиона Жозефом Фешем (дядей Наполеона), влиятельным церковным и политическим лицом и знатоком искусства, оказалось полезным для Дюпре. В 1811 году кардинал послал его в Кассель, ко двору Жерома Бонапарта, короля Вестфалии. В том же году Жером дал ему титул придворного художника.
В Касселе Дюпре пробыл два года (1811—1812). В 1813 году уехал в Рим, где пробыл два года, после чего переехал также на два года в Неаполь (1814—1816). В 1816 году он вернулся в Рим и оставался там до 1819 года. В 1817 году он впервые принял участие в парижской выставке, где выставил портрет художника Dunouy. В Италии Дюпре путешествует по стране, изучает и копирует памятники, в основном росписи, и упражняется в портрете и пейзаже.
В феврале 1819 года Дюпре посетил греческие земли вместе с тремя английскими путешественниками (Heyet, Hay и Viwian). Англичане взяли на себя его расходы, в обмен на это Дюпре должен был передать им зарисовки и картины памятников и пейзажей страны. Четверо путешественников и их маленькое сопровождение прошли от острова Керкира, Эпир, Фессалию, Среднюю Грецию, Аттику и острова Саронического залива.
Путешественники расстались; Дюпре продолжил своё путешествие в Константинополь, а затем был приглашён Михаилом Суцосом в Бухарест, в то время как англичане вернулись в Англию. Его путешествие закончилось возвращением в Рим 18 апреля 1820 года.
Дюпре был в регионах, где разразилась Греческая революция, за год до её начала. Персонажи, характеры и пейзажи, отображённые им, получили впоследствии, кроме художественного, и документальное значение. Многие исторические труды, касающиеся этой эпохи, сопровождаются работами Дюпре. Дюпре не принимал непосредственного участия в Освободительной войне Греции, но в силу филэллинизма его работ его причисляют к филэллинам. В 1824 году он принял во второй раз участие в парижской выставке, где был награждён золотой медалью за работу «Марк Фурий Камилл изгоняет галат из Рима» и где его работы с греческой тематикой получили благосклонный отзыв.
Его работы из Греции были опубликованы в 1825 году в монументальной иллюстрированной хронике путешественника Voyage à Athènes et à Constantinople ou collection de portraits, de vues et de costumes grecs et ottomans peints sur les lieux, d`après nature, lithographiés et coloriés par L.Dupré élève de David. Работа включала в себя 40 цветных литографий и 11 виньеток. Работа содержала различные типы портретов, несколько меньшее число пейзажей и повседневных сцен. Следует отметить, что это не было единственным изданием за его подписью. После смерти Дюпре был издан его Album Grec. Это был альбом маленького формата с 12 неподкрашенными литографиями, кроме той что была на обложке. Альбом был издан в Париже издательством H. Gache.
Дюпре умер в Париже 12 октября 1837 года и был погребён на Кладбище Монпарнас. Упоминался бюст на его могиле (работы неизвестного художника). Сегодня не сохранились ни могила Дюпре, ни его бюст.